# Linkin Park/Diskografie
Diese Diskografie ist eine Übersicht über die musikalischen Werke der US-amerikanischen Rockband Linkin Park und den Veröffentlichungen als Xero oder auch Hybrid Theory. Den Quellenangaben und Schallplattenauszeichnungen zufolge hat sie bisher mehr als 176,6 Millionen Tonträger verkauft, womit sie zu den erfolgreichsten Bands aller Zeiten gehört. Allein in ihrer Heimat verkaufte sie über 83,6 Millionen Tonträger. In Deutschland konnte die Gruppe laut Schallplattenauszeichnungen über zwölf Millionen Tonträger vertreiben und zählt damit zu den Interpreten mit den meisten verkauften Tonträgern. Ihre erfolgreichste Veröffentlichung ist das Debütalbum Hybrid Theory mit mehr als 32 Millionen verkauften Einheiten. In Deutschland avancierten die Singles In the End (1,80 Millionen) und Numb (1,05 Millionen) zu Millionensellern und den meistverkauften Tonträgern der Band, diese zählen zu den meistverkauften Rocksongs sowie den meistverkauften Singles des Landes der 2000er-Jahre.

## Alben

### Studioalben
| Jahr | Titel Musiklabel                       | Höchstplatzierung, Gesamtwochen, AuszeichnungChartplatzierungen (Jahr, Titel, Musiklabel, Platzierungen, Wochen, Auszeichnungen, Anmerkungen) | Höchstplatzierung, Gesamtwochen, AuszeichnungChartplatzierungen (Jahr, Titel, Musiklabel, Platzierungen, Wochen, Auszeichnungen, Anmerkungen) | Höchstplatzierung, Gesamtwochen, AuszeichnungChartplatzierungen (Jahr, Titel, Musiklabel, Platzierungen, Wochen, Auszeichnungen, Anmerkungen) | Höchstplatzierung, Gesamtwochen, AuszeichnungChartplatzierungen (Jahr, Titel, Musiklabel, Platzierungen, Wochen, Auszeichnungen, Anmerkungen) | Höchstplatzierung, Gesamtwochen, AuszeichnungChartplatzierungen (Jahr, Titel, Musiklabel, Platzierungen, Wochen, Auszeichnungen, Anmerkungen) | Höchstplatzierung, Gesamtwochen, AuszeichnungChartplatzierungen (Jahr, Titel, Musiklabel, Platzierungen, Wochen, Auszeichnungen, Anmerkungen) | Anmerkungen                                                    |
| Jahr | Titel Musiklabel                       | DE | AT | CH | UK | US | Rock | Anmerkungen                                                    |
| ---- | -------------------------------------- | --- | --- | --- | --- | --- | --- | -------------------------------------------------------------- |
| 2000 | Hybrid Theory Warner Music (WMG)       | DE2 ×3Dreifachplatin · (… Wo.)DE | AT2 Platin · (151 Wo.)AT | CH5 Platin · (131 Wo.)CH | UK4 ×6Sechsfachplatin · (164 Wo.)UK | US2 ×2Diamant + Doppelplatin · (355 Wo.)US | Rock2 (… Wo.)Rock | Erstveröffentlichung: 24. Oktober 2000 Verkäufe: + 32.000.000  |
| 2003 | Meteora Warner Music (WMG)             | DE1 ×5Fünffachplatin · (… Wo.)DE | AT1 Platin · (102 Wo.)AT | CH1 Platin · (103 Wo.)CH | UK1 ×3Dreifachplatin · (53 Wo.)UK | US1 ×8Achtfachplatin · (152 Wo.)US | Rock3 (12 Wo.)Rock | Erstveröffentlichung: 25. März 2003 Verkäufe: + 27.000.000     |
| 2007 | Minutes to Midnight Warner Music (WMG) | DE1 ×7Siebenfachgold · (… Wo.)DE | AT1 ×2Doppelplatin · (81 Wo.)AT | CH1 ×2Doppelplatin · (64 Wo.)CH | UK1 ×2Doppelplatin · (53 Wo.)UK | US1 ×5Fünffachplatin · (98 Wo.)US | Rock1 (82 Wo.)Rock | Erstveröffentlichung: 11. Mai 2007 Verkäufe: + 20.000.000      |
| 2010 | A Thousand Suns Warner Music (WMG)     | DE1 ×3Dreifachgold · (51 Wo.)DE | AT1 Gold · (36 Wo.)AT | CH1 Gold · (48 Wo.)CH | UK2 Platin · (30 Wo.)UK | US1 Platin · (39 Wo.)US | Rock1 (39 Wo.)Rock | Erstveröffentlichung: 10. September 2010 Verkäufe: + 4.000.000 |
| 2012 | Living Things Warner Music (WMG)       | DE1 ×5Fünffachgold · (68 Wo.)DE | AT1 Platin · (42 Wo.)AT | CH1 Platin · (55 Wo.)CH | UK1 Gold · (20 Wo.)UK | US1 Platin · (36 Wo.)US | Rock1 (34 Wo.)Rock | Erstveröffentlichung: 20. Juni 2012 Verkäufe: + 1.987.032      |
| 2014 | The Hunting Party Warner Music (WMG)   | DE1 Platin · (36 Wo.)DE | AT2 Gold · (22 Wo.)AT | CH1 Gold · (25 Wo.)CH | UK2 Gold · (14 Wo.)UK | US3 Platin · (20 Wo.)US | Rock1 (30 Wo.)Rock | Erstveröffentlichung: 13. Juni 2014 Verkäufe: + 1.398.500      |
| 2017 | One More Light Warner Music (WMG)      | DE2 a Gold · (37 Wo.)DE | AT1 b Gold · (21 Wo.)AT | CH1 c (26 Wo.)CH | UK4 Gold · (20 Wo.)UK | US1 Gold · (24 Wo.)US | Rock1 (29 Wo.)Rock | Erstveröffentlichung: 19. Mai 2017 Verkäufe: + 1.336.000       |
| 2024 | From Zero Warner Music (WMG)           | DE1 Platin · (… Wo.)DE | AT1 Platin · (… Wo.)AT | CH1 Gold · (… Wo.)CH | UK1 Gold · (18 Wo.)UK | US2 (9 Wo.)US | Rock1 (… Wo.)Rock | Erstveröffentlichung: 15. November 2024 Verkäufe: + 463.500    |

grau schraffiert: keine Chartdaten aus diesem Jahr verfügbar

### Livealben
| Jahr | Titel Musiklabel                                             | Höchstplatzierung, Gesamtwochen, AuszeichnungChartplatzierungen (Jahr, Titel, Musiklabel, Platzierungen, Wochen, Auszeichnungen, Anmerkungen) | Höchstplatzierung, Gesamtwochen, AuszeichnungChartplatzierungen (Jahr, Titel, Musiklabel, Platzierungen, Wochen, Auszeichnungen, Anmerkungen) | Höchstplatzierung, Gesamtwochen, AuszeichnungChartplatzierungen (Jahr, Titel, Musiklabel, Platzierungen, Wochen, Auszeichnungen, Anmerkungen) | Höchstplatzierung, Gesamtwochen, AuszeichnungChartplatzierungen (Jahr, Titel, Musiklabel, Platzierungen, Wochen, Auszeichnungen, Anmerkungen) | Höchstplatzierung, Gesamtwochen, AuszeichnungChartplatzierungen (Jahr, Titel, Musiklabel, Platzierungen, Wochen, Auszeichnungen, Anmerkungen) | Höchstplatzierung, Gesamtwochen, AuszeichnungChartplatzierungen (Jahr, Titel, Musiklabel, Platzierungen, Wochen, Auszeichnungen, Anmerkungen) | Anmerkungen                                                   |
| Jahr | Titel Musiklabel                                             | DE | AT | CH | UK | US | Rock | Anmerkungen                                                   |
| ---- | ------------------------------------------------------------ | --- | --- | --- | --- | --- | --- | ------------------------------------------------------------- |
| 2003 | Live in Texas Warner Music (WMG)                             | DE9 ×3Dreifachgold · (24 Wo.)DE | AT5 Gold · (21 Wo.)AT | CH9 (29 Wo.)CH | UK47 Gold · (6 Wo.)UK | US23 Platin · (35 Wo.)US | — | Erstveröffentlichung: 18. November 2003 Verkäufe: + 2.333.500 |
| 2008 | Road to Revolution: Live at Milton Keynes Warner Music (WMG) | DE11 Platin · (33 Wo.)DE | AT14 (23 Wo.)AT | CH16 Gold · (17 Wo.)CH | UK58 Silber · (2 Wo.)UK | US41 (13 Wo.)US | Rock12 (5 Wo.)Rock | Erstveröffentlichung: 21. November 2008 Verkäufe: + 647.500   |
| 2017 | One More Light Live Warner Music (WMG)                       | DE7 (12 Wo.)DE | AT11 (7 Wo.)AT | CH7 (12 Wo.)CH | UK32 (1 Wo.)UK | US28 (2 Wo.)US | Rock3 (2 Wo.)Rock | Erstveröffentlichung: 15. Dezember 2017                       |

grau schraffiert: keine Chartdaten aus diesem Jahr verfügbar

### Kompilationen
| Jahr | Titel Musiklabel                                            | Höchstplatzierung, Gesamtwochen, AuszeichnungChartplatzierungen (Jahr, Titel, Musiklabel, Platzierungen, Wochen, Auszeichnungen, Anmerkungen) | Höchstplatzierung, Gesamtwochen, AuszeichnungChartplatzierungen (Jahr, Titel, Musiklabel, Platzierungen, Wochen, Auszeichnungen, Anmerkungen) | Höchstplatzierung, Gesamtwochen, AuszeichnungChartplatzierungen (Jahr, Titel, Musiklabel, Platzierungen, Wochen, Auszeichnungen, Anmerkungen) | Höchstplatzierung, Gesamtwochen, AuszeichnungChartplatzierungen (Jahr, Titel, Musiklabel, Platzierungen, Wochen, Auszeichnungen, Anmerkungen) | Höchstplatzierung, Gesamtwochen, AuszeichnungChartplatzierungen (Jahr, Titel, Musiklabel, Platzierungen, Wochen, Auszeichnungen, Anmerkungen) | Höchstplatzierung, Gesamtwochen, AuszeichnungChartplatzierungen (Jahr, Titel, Musiklabel, Platzierungen, Wochen, Auszeichnungen, Anmerkungen) | Anmerkungen                                              |
| Jahr | Titel Musiklabel                                            | DE | AT | CH | UK | US | Rock | Anmerkungen                                              |
| ---- | ----------------------------------------------------------- | --- | --- | --- | --- | --- | --- | -------------------------------------------------------- |
| 2023 | Lost Demos Warner Music (WMG)                               | DE26 (1 Wo.)DE | — | — | — | US191 (1 Wo.)US | — | Erstveröffentlichung: 7. April 2023                      |
| 2024 | Papercuts (Singles Collection 2000–2023) Warner Music (WMG) | DE2 (10 Wo.)DE | AT3 (8 Wo.)AT | CH5 (4 Wo.)CH | UK4 Platin · (30 Wo.)UK | US6 (32 Wo.)US | Rock2 (27 Wo.)Rock | Erstveröffentlichung: 12. April 2024 Verkäufe: + 415.000 |

### Remixalben
| Jahr | Titel Musiklabel                                                                      | Höchstplatzierung, Gesamtwochen, AuszeichnungChartplatzierungen (Jahr, Titel, Musiklabel, Platzierungen, Wochen, Auszeichnungen, Anmerkungen) | Höchstplatzierung, Gesamtwochen, AuszeichnungChartplatzierungen (Jahr, Titel, Musiklabel, Platzierungen, Wochen, Auszeichnungen, Anmerkungen) | Höchstplatzierung, Gesamtwochen, AuszeichnungChartplatzierungen (Jahr, Titel, Musiklabel, Platzierungen, Wochen, Auszeichnungen, Anmerkungen) | Höchstplatzierung, Gesamtwochen, AuszeichnungChartplatzierungen (Jahr, Titel, Musiklabel, Platzierungen, Wochen, Auszeichnungen, Anmerkungen) | Höchstplatzierung, Gesamtwochen, AuszeichnungChartplatzierungen (Jahr, Titel, Musiklabel, Platzierungen, Wochen, Auszeichnungen, Anmerkungen) | Höchstplatzierung, Gesamtwochen, AuszeichnungChartplatzierungen (Jahr, Titel, Musiklabel, Platzierungen, Wochen, Auszeichnungen, Anmerkungen) | Anmerkungen                                                              |
| Jahr | Titel Musiklabel                                                                      | DE | AT | CH | UK | US | Rock | Anmerkungen                                                              |
| ---- | ------------------------------------------------------------------------------------- | --- | --- | --- | --- | --- | --- | ------------------------------------------------------------------------ |
| 2002 | Reanimation Warner Music (WMG)                                                        | DE3 Gold · (13 Wo.)DE | AT2 Gold · (12 Wo.)AT | CH3 Gold · (12 Wo.)CH | UK3 Platin · (12 Wo.)UK | US2 Platin · (33 Wo.)US | — | Erstveröffentlichung: 30. Juli 2002 Verkäufe: + 2.575.000                |
| 2004 | Collision Course Def Jam • Machine Shop Recordings • Roc-a-Fella • Warner Music (WMG) | DE5 Platin · (24 Wo.)DE | AT5 Gold · (23 Wo.)AT | CH2 Platin · (24 Wo.)CH | UK15 Platin · (17 Wo.)UK | US1 ×2Doppelplatin · (26 Wo.)US | Rock27 (1 Wo.)Rock | Erstveröffentlichung: 29. November 2004 Verkäufe: + 3.175.000; mit Jay-Z |
| 2013 | Recharged Warner Music (WMG)                                                          | DE4 Gold · (13 Wo.)DE | AT9 (5 Wo.)AT | CH6 (14 Wo.)CH | UK12 (2 Wo.)UK | US10 (8 Wo.)US | Rock3 (10 Wo.)Rock | Erstveröffentlichung: 25. Oktober 2013 Verkäufe: + 211.000               |

grau schraffiert: keine Chartdaten aus diesem Jahr verfügbar

### Soundtracks
| Jahr | Titel Musiklabel                                              | Anmerkungen                          |
| ---- | ------------------------------------------------------------- | ------------------------------------ |
| 2010 | 8-Bit Rebellion! Machine Shop Recordings • Warner Music (WMG) | Erstveröffentlichung: 26. April 2010 |

### EPs
| Jahr | Titel Musiklabel                                              | Höchstplatzierung, Gesamtwochen, AuszeichnungChartplatzierungen (Jahr, Titel, Musiklabel, Platzierungen, Wochen, Auszeichnungen, Anmerkungen) | Höchstplatzierung, Gesamtwochen, AuszeichnungChartplatzierungen (Jahr, Titel, Musiklabel, Platzierungen, Wochen, Auszeichnungen, Anmerkungen) | Höchstplatzierung, Gesamtwochen, AuszeichnungChartplatzierungen (Jahr, Titel, Musiklabel, Platzierungen, Wochen, Auszeichnungen, Anmerkungen) | Höchstplatzierung, Gesamtwochen, AuszeichnungChartplatzierungen (Jahr, Titel, Musiklabel, Platzierungen, Wochen, Auszeichnungen, Anmerkungen) | Höchstplatzierung, Gesamtwochen, AuszeichnungChartplatzierungen (Jahr, Titel, Musiklabel, Platzierungen, Wochen, Auszeichnungen, Anmerkungen) | Höchstplatzierung, Gesamtwochen, AuszeichnungChartplatzierungen (Jahr, Titel, Musiklabel, Platzierungen, Wochen, Auszeichnungen, Anmerkungen) | Anmerkungen                                         |
| Jahr | Titel Musiklabel                                              | DE | AT | CH | UK | US | Rock | Anmerkungen                                         |
| ---- | ------------------------------------------------------------- | --- | --- | --- | --- | --- | --- | --------------------------------------------------- |
| 1999 | Hybrid Theory auch bekannt als: Underground V1.0 Selbstverlag | — | — | — | — | — | — | Erstveröffentlichung: 1. Mai 1999 als Hybrid Theory |
| 2008 | Songs from the Underground Warner Music (WMG)                 | DE42 (5 Wo.)DE | AT56 (2 Wo.)AT | CH10 (10 Wo.)CH | — | US96 (1 Wo.)US | Rock24 (1 Wo.)Rock | Erstveröffentlichung: 28. November 2008             |
| 2010 | A Thousand Suns: Puerta de Alcalá Warner Music (WMG)          | — | — | — | — | US122 (1 Wo.)US | Rock27 (1 Wo.)Rock | Erstveröffentlichung: 8. September 2010             |

grau schraffiert: keine Chartdaten aus diesem Jahr verfügbar

## Singles

### Als Leadmusiker
| Jahr | Titel Album                                            | Höchstplatzierung, Gesamtwochen, AuszeichnungChartplatzierungen (Jahr, Titel, Album, Platzierungen, Wochen, Auszeichnungen, Anmerkungen) | Höchstplatzierung, Gesamtwochen, AuszeichnungChartplatzierungen (Jahr, Titel, Album, Platzierungen, Wochen, Auszeichnungen, Anmerkungen) | Höchstplatzierung, Gesamtwochen, AuszeichnungChartplatzierungen (Jahr, Titel, Album, Platzierungen, Wochen, Auszeichnungen, Anmerkungen) | Höchstplatzierung, Gesamtwochen, AuszeichnungChartplatzierungen (Jahr, Titel, Album, Platzierungen, Wochen, Auszeichnungen, Anmerkungen) | Höchstplatzierung, Gesamtwochen, AuszeichnungChartplatzierungen (Jahr, Titel, Album, Platzierungen, Wochen, Auszeichnungen, Anmerkungen) | Höchstplatzierung, Gesamtwochen, AuszeichnungChartplatzierungen (Jahr, Titel, Album, Platzierungen, Wochen, Auszeichnungen, Anmerkungen) | Anmerkungen                                                                |
| Jahr | Titel Album                                            | DE | AT | CH | UK | US | Rock | Anmerkungen                                                                |
| --- | ------------------------------------------------------ | --- | --- | --- | --- | --- | --- | -------------------------------------------------------------------------- |
| 2000 | One Step Closer Hybrid Theory                          | DE32 (10 Wo.)DE | AT38 (12 Wo.)AT | CH42 (12 Wo.)CH | UK24 Platin · (5 Wo.)UK | US75 Platin · (17 Wo.)US | Rock4 (42 Wo.)Rock | Erstveröffentlichung: 29. August 2000 Verkäufe: + 2.014.000                |
| 2001 | Crawling Hybrid Theory                                 | DE14 (22 Wo.)DE | AT8 Gold (DVD-Single) · (32 Wo.)AT | CH43 (15 Wo.)CH | UK16 Platin · (8 Wo.)UK | US79 Gold · (20 Wo.)US | Rock3 (34 Wo.)Rock | Erstveröffentlichung: 2. April 2001 Verkäufe: + 1.418.000                  |
| 2001 | Papercut Hybrid Theory                                 | DE49 Gold · (6 Wo.)DE | AT43 (5 Wo.)AT | CH80 (7 Wo.)CH | UK14 Platin · (7 Wo.)UK | US— GoldUS | — | Erstveröffentlichung: 25. September 2001 Verkäufe: + 1.517.000             |
| 2001 | In the End Hybrid Theory                               | DE4 d ×3Dreifachplatin · (… Wo.)DE | AT4 e (48 Wo.)AT | CH4 f Gold · (55 Wo.)CH | UK8 ×4Vierfachplatin · (24 Wo.)UK | US2 Diamant · (39 Wo.)US | Rock3 (41 Wo.)Rock | Erstveröffentlichung: 9. Oktober 2001 Verkäufe: + 15.190.000               |
| 2002 | Pts.of.Athrty Reanimation                              | DE31 (9 Wo.)DE | AT47 (10 Wo.)AT | CH61 (9 Wo.)CH | UK9 Silber (Original) · (6 Wo.)UK | — | — | Erstveröffentlichung: 8. Juli 2002 Verkäufe: + 215.000                     |
| 2003 | Somewhere I Belong Meteora                             | DE12 (11 Wo.)DE | AT16 (14 Wo.)AT | CH15 (14 Wo.)CH | UK10 Platin · (9 Wo.)UK | US32 (20 Wo.)US | Rock1 (26 Wo.)Rock | Erstveröffentlichung: 24. Februar 2003 Verkäufe: + 765.000                 |
| 2003 | Faint Meteora                                          | DE40 (15 Wo.)DE | AT27 (13 Wo.)AT | CH32 (8 Wo.)CH | UK15 Platin · (8 Wo.)UK | US48 Platin · (20 Wo.)US | Rock2 (28 Wo.)Rock | Erstveröffentlichung: 9. Juni 2003 Verkäufe: + 1.804.000                   |
| 2003 | Numb Meteora                                           | DE13 g ×7Siebenfachgold · (… Wo.)DE | AT8 h (33 Wo.)AT | CH5 i Gold · (46 Wo.)CH | UK14 ×3Dreifachplatin · (… Wo.)UK | US11 ×4Vierfachplatin · (33 Wo.)US | Rock1 (30 Wo.)Rock | Erstveröffentlichung: 8. September 2003 Verkäufe: + 7.815.000              |
| 2004 | From the Inside Meteora                                | DE35 (7 Wo.)DE | AT42 (6 Wo.)AT | CH38 (7 Wo.)CH | UK— SilberUK | — | — | Erstveröffentlichung: 12. Januar 2004 Verkäufe: + 215.000                  |
| 2004 | Breaking the Habit Meteora                             | DE25 Platin · (10 Wo.)DE | AT43 (7 Wo.)AT | CH56 (4 Wo.)CH | UK39 Gold · (2 Wo.)UK | US20 Gold · (20 Wo.)US | Rock1 (26 Wo.)Rock | Erstveröffentlichung: 14. Juni 2004 Verkäufe: + 1.325.000                  |
| 2004 | Numb/Encore Collision Course                           | DE4 ×2Doppelplatin · (36 Wo.)DE | AT3 Gold · (29 Wo.)AT | CH10 (26 Wo.)CH | UK14 ×3Dreifachplatin · (71 Wo.)UK | US20 ×3Dreifachplatin · (20 Wo.)US | — | Erstveröffentlichung: 30. November 2004 Verkäufe: + 5.865.000; mit Jay-Z   |
| 2007 | What I’ve Done Minutes to Midnight                     | DE4 ×2Doppelplatin · (32 Wo.)DE | AT8 (24 Wo.)AT | CH6 Platin · (62 Wo.)CH | UK6 ×2Doppelplatin · (32 Wo.)UK | US7 ×6Sechsfachplatin · (23 Wo.)US | Rock1 (27 Wo.)Rock | Erstveröffentlichung: 2. April 2007 Verkäufe: + 8.188.086                  |
| 2007 | Bleed It Out Minutes to Midnight                       | DE40 (10 Wo.)DE | AT43 (10 Wo.)AT | CH42 (9 Wo.)CH | UK29 Platin · (8 Wo.)UK | US52 ×4Vierfachplatin · (20 Wo.)US | Rock3 (24 Wo.)Rock | Erstveröffentlichung: 17. August 2007 Verkäufe: + 4.798.000                |
| 2007 | Shadow of the Day Minutes to Midnight                  | DE12 Gold · (29 Wo.)DE | AT6 (28 Wo.)AT | CH11 Gold · (31 Wo.)CH | UK46 Silber · (4 Wo.)UK | US15 ×2Doppelplatin · (22 Wo.)US | Rock6 (20 Wo.)Rock | Erstveröffentlichung: 16. Oktober 2007 Verkäufe: + 2.372.500               |
| 2008 | Given Up Minutes to Midnight                           | DE53 (7 Wo.)DE | — | — | UK— SilberUK | US99 Platin · (1 Wo.)US | Rock5 (27 Wo.)Rock | Erstveröffentlichung: 3. März 2008 Verkäufe: + 1.215.000                   |
| 2008 | Leave Out All the Rest Minutes to Midnight             | DE15 Gold · (17 Wo.)DE | AT17 (13 Wo.)AT | CH36 (20 Wo.)CH | UK90 Silber · (1 Wo.)UK | US94 Platin · (2 Wo.)US | Rock33 (4 Wo.)Rock | Erstveröffentlichung: 14. Juli 2008 Verkäufe: + 1.515.000                  |
| 2009 | New Divide Transformers – Die Rache OST                | DE4 ×3Dreifachgold · (33 Wo.)DE | AT2 (35 Wo.)AT | CH7 (30 Wo.)CH | UK19 Platin · (14 Wo.)UK | US6 ×3Dreifachplatin · (20 Wo.)US | Rock1 (25 Wo.)Rock | Erstveröffentlichung: 18. Mai 2009 Verkäufe: + 6.563.289                   |
| 2010 | Not Alone –                                            | — | — | — | — | — | — | Erstveröffentlichung: 19. Januar 2010                                      |
| 2010 | The Catalyst A Thousand Suns                           | DE11 (17 Wo.)DE | AT18 (11 Wo.)AT | CH29 (8 Wo.)CH | UK40 (3 Wo.)UK | US27 Gold · (10 Wo.)US | Rock12 (9 Wo.)Rock | Erstveröffentlichung: 2. August 2010 Verkäufe: + 597.565                   |
| 2010 | Waiting for the End A Thousand Suns                    | DE29 (13 Wo.)DE | AT34 (8 Wo.)AT | CH58 (2 Wo.)CH | UK90 (1 Wo.)UK | US42 Platin · (23 Wo.)US | Rock37 (8 Wo.)Rock | Erstveröffentlichung: 1. Oktober 2010 Verkäufe: + 1.058.000                |
| 2011 | Burning in the Skies A Thousand Suns                   | DE43 (16 Wo.)DE | AT35 (3 Wo.)AT | CH41 (8 Wo.)CH | — | — | — | Erstveröffentlichung: 21. März 2011                                        |
| 2011 | Iridescent A Thousand Suns                             | DE46 (5 Wo.)DE | AT52 (2 Wo.)AT | CH69 (1 Wo.)CH | UK93 (1 Wo.)UK | US81 Gold · (3 Wo.)US | — | Erstveröffentlichung: 27. Mai 2011 Verkäufe: + 500.000                     |
| 2012 | Burn It Down Living Things                             | DE2 Platin · (42 Wo.)DE | AT10 Gold · (28 Wo.)AT | CH12 Platin · (25 Wo.)CH | UK27 Gold · (6 Wo.)UK | US30 ×3Dreifachplatin · (23 Wo.)US | Rock1 (20 Wo.)Rock | Erstveröffentlichung: 16. April 2012 Verkäufe: + 3.805.000                 |
| 2012 | Lost in the Echo Living Things                         | DE68 (1 Wo.)DE | — | — | — | US95 Gold · (1 Wo.)US | Rock7 (21 Wo.)Rock | Erstveröffentlichung: 5. Oktober 2012 Verkäufe: + 500.000                  |
| 2012 | Powerless Living Things                                | — | — | — | — | — | — | Erstveröffentlichung: 31. Oktober 2012                                     |
| 2012 | Castle of Glass Living Things                          | DE10 Platin · (44 Wo.)DE | AT2 Gold · (23 Wo.)AT | CH17 Platin · (27 Wo.)CH | UK— SilberUK | US— PlatinUS | — | Erstveröffentlichung: 10. November 2012 Verkäufe: + 1.635.000              |
| 2013 | A Light That Never Comes Recharged                     | DE8 (20 Wo.)DE | AT21 (16 Wo.)AT | CH15 (18 Wo.)CH | UK34 (2 Wo.)UK | US65 (1 Wo.)US | — | Erstveröffentlichung: 11. Oktober 2013 vs. Steve Aoki                      |
| 2014 | Guilty All the Same The Hunting Party                  | DE32 (7 Wo.)DE | AT48 (1 Wo.)AT | CH50 (2 Wo.)CH | — | — | Rock1 (20 Wo.)Rock | Erstveröffentlichung: 7. März 2014 feat. Rakim                             |
| 2014 | Until It’s Gone The Hunting Party                      | DE24 (4 Wo.)DE | AT33 (3 Wo.)AT | CH23 (3 Wo.)CH | UK78 (1 Wo.)UK | — | Rock1 (20 Wo.)Rock | Erstveröffentlichung: 6. Mai 2014                                          |
| 2014 | Wastelands The Hunting Party                           | — | — | — | — | — | — | Erstveröffentlichung: 1. Juni 2014                                         |
| 2014 | Rebellion The Hunting Party                            | — | — | — | — | — | Rock15 (15 Wo.)Rock | Erstveröffentlichung: 4. Juni 2014 feat. Daron Malakian                    |
| 2014 | Final Masquerade The Hunting Party                     | DE70 (9 Wo.)DE | AT65 (3 Wo.)AT | CH64 (3 Wo.)CH | — | — | Rock35 (6 Wo.)Rock | Erstveröffentlichung: 9. Juni 2014                                         |
| 2017 | Heavy One More Light                                   | DE12 j Gold · (21 Wo.)DE | AT9 k (21 Wo.)AT | CH8 l Gold · (17 Wo.)CH | UK43 Silber · (2 Wo.)UK | US45 m ×2Doppelplatin · (19 Wo.)US | — | Erstveröffentlichung: 16. Februar 2017 Verkäufe: + 2.505.000; feat. Kiiara |
| 2017 | Talking to Myself One More Light                       | DE73 (1 Wo.)DE | AT52 (1 Wo.)AT | CH35 (1 Wo.)CH | — | — | — | Erstveröffentlichung: 25. Juli 2017                                        |
| 2017 | One More Light                                         | DE51 n Gold · (1 Wo.)DE | AT35 n (2 Wo.)AT | CH48 n (2 Wo.)CH | UK— GoldUK | US— PlatinUS | — | Erstveröffentlichung: 25. Oktober 2017 Verkäufe: + 1.890.000               |
| 2020 | She Couldn’t Hybrid Theory (20th Anniversary Edition)  | — | — | — | — | — | — | Erstveröffentlichung: 13. August 2020                                      |
| 2023 | Lost Meteora (20th Anniversary Edition)                | DE5 (15 Wo.)DE | AT9 (3 Wo.)AT | CH16 (3 Wo.)CH | UK18 (3 Wo.)UK | US38 (2 Wo.)US | Rock4 (24 Wo.)Rock | Erstveröffentlichung: 10. Februar 2023 Verkäufe: + 100.000                 |
| 2023 | Fighting Myself Meteora (20th Anniversary Edition)     | DE41 (2 Wo.)DE | AT60 (1 Wo.)AT | CH72 (1 Wo.)CH | UK81 (1 Wo.)UK | — | Rock14 (8 Wo.)Rock | Erstveröffentlichung: 24. März 2023                                        |
| 2024 | Friendly Fire Papercuts (Singles Collection 2000–2023) | DE40 (1 Wo.)DE | AT62 (1 Wo.)AT | CH60 (1 Wo.)CH | — | — | Rock13 (9 Wo.)Rock | Erstveröffentlichung: 23. Februar 2024                                     |
| 2024 | Qwerty Papercuts (Singles Collection 2000–2023)        | — | — | — | — | — | — | Erstveröffentlichung: 26. April 2024                                       |
| 2024 | The Emptiness Machine From Zero                        | DE1 Platin · (… Wo.)DE | AT1 ×2Doppelplatin · (… Wo.)AT | CH1 Platin · (… Wo.)CH | UK4 Gold · (20 Wo.)UK | US21 (7 Wo.)US | Rock3 (… Wo.)Rock | Erstveröffentlichung: 5. September 2024 Verkäufe: + 1.665.000              |
| 2024 | Heavy Is the Crown From Zero                           | DE3 (22 Wo.)DE | AT2 Gold · (21 Wo.)AT | CH3 Gold · (16 Wo.)CH | UK18 Silber · (11 Wo.)UK | US79 (1 Wo.)US | Rock12 (… Wo.)Rock | Erstveröffentlichung: 24. September 2024 Verkäufe: + 435.000               |
| 2024 | Over Each Other From Zero                              | DE11 (6 Wo.)DE | AT9 (3 Wo.)AT | CH15 (1 Wo.)CH | UK57 (2 Wo.)UK | — | Rock22 (5 Wo.)Rock | Erstveröffentlichung: 24. Oktober 2024                                     |
| 2024 | Two Faced From Zero                                    | DE5 (3 Wo.)DE | AT7 (2 Wo.)AT | CH6 (2 Wo.)CH | UK22 (2 Wo.)UK | — | Rock14 (3 Wo.)Rock | Erstveröffentlichung: 13. November 2024                                    |
| 2025 | Up from the Bottom From Zero (Deluxe Edition)          | DE6 (13 Wo.)DE | AT7 (8 Wo.)AT | CH13 (4 Wo.)CH | UK42 (2 Wo.)UK | — | Rock15 (12 Wo.)Rock | Erstveröffentlichung: 27. März 2025                                        |
| 2025 | Unshatter From Zero (Deluxe Edition)                   | DE63 (1 Wo.)DE | AT61 (1 Wo.)AT | CH88 (1 Wo.)CH | — | — | Rock38 (1 Wo.)Rock | Erstveröffentlichung: 25. April 2025                                       |
| Folgende Lieder erschienen nicht als Single, wurden aber durch das Album zum Download und Streaming bereitgestellt und konnten somit eine Platzierung erlangen: |                                                        | | | | | | |                                                                            |
| |                                                        | | | | | | |                                                                            |
| 2002 | Runaway Hybrid Theory                                  | — | — | — | UK— SilberUK | — | Rock37 (9 Wo.)Rock | Charteinstieg: 25. Mai 2002 Verkäufe: + 200.000                            |
| 2012 | In My Remains Living Things                            | DE83 (1 Wo.)DE | — | — | — | — | — | Charteinstieg: 6. Juli 2012                                                |
| 2017 | Battle Symphony One More Light                         | DE95 (1 Wo.)DE | — | CH90 (1 Wo.)CH | — | — | — | Charteinstieg: 24. März 2017                                               |
| 2017 | Good Goodbye One More Light                            | DE65 o (2 Wo.)DE | AT69 p (1 Wo.)AT | CH49 q (2 Wo.)CH | UK— SilberUK | — | — | Charteinstieg: 21. April 2017 Verkäufe: + 200.000; feat. Pusha T & Stormzy |
| 2024 | Cut the Bridge From Zero                               | — | — | — | — | — | Rock24 (2 Wo.)Rock | Charteinstieg: 30. November 2024                                           |
| 2024 | Stained From Zero                                      | — | — | — | — | — | Rock28 (2 Wo.)Rock | Charteinstieg: 30. November 2024                                           |
| 2024 | Good Things Go From Zero                               | — | — | — | — | — | Rock29 (2 Wo.)Rock | Charteinstieg: 30. November 2024                                           |
| 2024 | Overflow From Zero                                     | — | — | — | — | — | Rock30 (1 Wo.)Rock | Charteinstieg: 30. November 2024                                           |
| 2024 | Casualty From Zero                                     | — | — | — | — | — | Rock31 (1 Wo.)Rock | Charteinstieg: 30. November 2024                                           |
| 2025 | Let You Fade From Zero (Deluxe Edition)                | DE100 (1 Wo.)DE | — | — | — | — | — | Charteinstieg: 23. Mai 2025                                                |

grau schraffiert: keine Chartdaten aus diesem Jahr verfügbar

### Als Gastmusiker
| Jahr | Titel Album                      | Höchstplatzierung, Gesamtwochen, AuszeichnungChartplatzierungen (Jahr, Titel, Album, Platzierungen, Wochen, Auszeichnungen, Anmerkungen) | Höchstplatzierung, Gesamtwochen, AuszeichnungChartplatzierungen (Jahr, Titel, Album, Platzierungen, Wochen, Auszeichnungen, Anmerkungen) | Höchstplatzierung, Gesamtwochen, AuszeichnungChartplatzierungen (Jahr, Titel, Album, Platzierungen, Wochen, Auszeichnungen, Anmerkungen) | Höchstplatzierung, Gesamtwochen, AuszeichnungChartplatzierungen (Jahr, Titel, Album, Platzierungen, Wochen, Auszeichnungen, Anmerkungen) | Höchstplatzierung, Gesamtwochen, AuszeichnungChartplatzierungen (Jahr, Titel, Album, Platzierungen, Wochen, Auszeichnungen, Anmerkungen) | Höchstplatzierung, Gesamtwochen, AuszeichnungChartplatzierungen (Jahr, Titel, Album, Platzierungen, Wochen, Auszeichnungen, Anmerkungen) | Anmerkungen                                                                           |
| Jahr | Titel Album                      | DE | AT | CH | UK | US | Rock | Anmerkungen                                                                           |
| ---- | -------------------------------- | --- | --- | --- | --- | --- | --- | ------------------------------------------------------------------------------------- |
| 2008 | We Made It –                     | DE11 (13 Wo.)DE | AT16 (13 Wo.)AT | CH17 (13 Wo.)CH | UK10 Silber · (14 Wo.)UK | US65 (1 Wo.)US | — | Erstveröffentlichung: 3. Mai 2008 Verkäufe: + 200.000; Busta Rhymes feat. Linkin Park |
| 2015 | Darker Than Blood Neon Future.II | — | — | — | — | — | — | Erstveröffentlichung: 14. April 2015 Steve Aoki feat. Linkin Park                     |

grau schraffiert: keine Chartdaten aus diesem Jahr verfügbar

## Videoalben und Musikvideos

### Videoalben
| Jahr | Titel Musiklabel                                             | Höchstplatzierung, Gesamtwochen, AuszeichnungChartplatzierungen (Jahr, Titel, Musiklabel, Platzierungen, Wochen, Auszeichnungen, Anmerkungen) | Höchstplatzierung, Gesamtwochen, AuszeichnungChartplatzierungen (Jahr, Titel, Musiklabel, Platzierungen, Wochen, Auszeichnungen, Anmerkungen) | Höchstplatzierung, Gesamtwochen, AuszeichnungChartplatzierungen (Jahr, Titel, Musiklabel, Platzierungen, Wochen, Auszeichnungen, Anmerkungen) | Höchstplatzierung, Gesamtwochen, AuszeichnungChartplatzierungen (Jahr, Titel, Musiklabel, Platzierungen, Wochen, Auszeichnungen, Anmerkungen) | Höchstplatzierung, Gesamtwochen, AuszeichnungChartplatzierungen (Jahr, Titel, Musiklabel, Platzierungen, Wochen, Auszeichnungen, Anmerkungen) | Anmerkungen                                                 |
| Jahr | Titel Musiklabel                                             | DE | AT | CH | UK | US | Anmerkungen                                                 |
| ---- | ------------------------------------------------------------ | --- | --- | --- | --- | --- | ----------------------------------------------------------- |
| 2001 | Frat Party at the Pankake Festival Warner Music (WMG)        | — | — | — | UK1 Gold · (24 Wo.)UK | US— PlatinUS | Erstveröffentlichung: 20. November 2001 Verkäufe: + 157.500 |
| 2002 | Reanimation Warner Music (WMG)                               | — | — | — | — | — | Erstveröffentlichung: 15. Oktober 2002 Verkäufe: + 7.500    |
| 2003 | Live in Texas Warner Music (WMG)                             | — | — | — | — | — | Erstveröffentlichung: 18. November 2003 Verkäufe: + 15.500  |
| 2004 | Collision Course Warner Music (WMG)                          | — | — | — | — | — | Erstveröffentlichung: 29. November 2004 mit Jay-Z           |
| 2008 | Road to Revolution: Live at Milton Keynes Warner Music (WMG) | — | — | — | — | — | Erstveröffentlichung: 21. November 2008                     |

### Musikvideos
| Jahr | Titel                    | Regie                                                                      |
| ---- | ------------------------ | -------------------------------------------------------------------------- |
| 2000 | One Step Closer          | Gregory Dark                                                               |
| 2001 | Crawling                 | Colin Strause, Greg Strause                                                |
| 2001 | Papercut                 | Nathan Cox, Joseph Hahn                                                    |
| 2001 | In the End               | Nathan Cox, Joseph Hahn (Original, 2001) Jason Goldwatch (Enth E Nd, 2002) |
| 2001 | Points of Authority      | Nathan Cox (Original) Joseph Hahn (Pts.of.Athrty)                          |
| 2002 | Frgt/10                  | Joshua Cordes                                                              |
| 2002 | P5hng Me A*wy            | Scott Patton                                                               |
| 2002 | Kyur4 th Ich             | Joseph Hahn                                                                |
| 2003 | Somewhere I Belong       | Joseph Hahn                                                                |
| 2003 | Faint                    | Mark Romanek                                                               |
| 2003 | Numb                     | Joseph Hahn                                                                |
| 2004 | From the Inside          | Joseph Hahn                                                                |
| 2004 | Breaking the Habit       | Joseph Hahn (Original) Kimo Proudfoot (5.28.04 3:37 PM Version)            |
| 2004 | Lying from You           | Kimo Proudfoot                                                             |
| 2004 | Numb/Encore              | Kimo Proudfoot                                                             |
| 2007 | What I’ve Done           | Joseph Hahn (Original) — (Australian Version)                              |
| 2007 | Bleed It Out             | Joseph Hahn                                                                |
| 2008 | Shadow of the Day        | Joseph Hahn                                                                |
| 2008 | Given Up                 | Mark Fiore, Linkin Park                                                    |
| 2008 | We Made It               | Chris Robinson                                                             |
| 2008 | Leave Out All the Rest   | Joseph Hahn                                                                |
| 2009 | New Divide               | Joseph Hahn                                                                |
| 2010 | Not Alone                | Bill Boyd                                                                  |
| 2010 | The Catalyst             | Joseph Hahn                                                                |
| 2010 | Waiting for the End      | Joseph Hahn                                                                |
| 2011 | Burning in the Skies     | Joseph Hahn                                                                |
| 2011 | Iridescent               | Joseph Hahn (Original, 2011) Dave Kinsler (SOTS Version, 2014)             |
| 2012 | Burn It Down             | Joseph Hahn                                                                |
| 2012 | Lost in the Echo         | Jason Zada                                                                 |
| 2012 | Castle of Glass          | Jerry O’Flaherty, Drew Stauffer                                            |
| 2012 | Powerless                | Timur Bekmambetov                                                          |
| 2013 | A Light That Never Comes | Joseph Hahn                                                                |
| 2014 | Until It’s Gone          | Joseph Hahn                                                                |
| 2014 | Final Masquerade         | Mark Pellington                                                            |
| 2015 | Darker Than Blood        | Dan Packer                                                                 |
| 2017 | Heavy                    | Tim Mattia                                                                 |
| 2017 | Battle Symphony          | Rafatoon                                                                   |
| 2017 | Good Goodbye             | Isaac Rentz                                                                |
| 2017 | Talking to Myself        | Mark Fiore                                                                 |
| 2017 | One More Light           | Mark Fiore, Joseph Hahn                                                    |
| 2023 | Lost                     | Maciej Kuciara, Pplpleasr                                                  |
| 2024 | Friendly Fire            | Mark Fiore                                                                 |
| 2024 | The Emptiness Machine    | Joseph Hahn                                                                |
| 2024 | Heavy Is the Crown       | Kegs                                                                       |
| 2024 | Over Each Other          | Joseph Hahn                                                                |
| 2024 | Two Faced                | Joseph Hahn                                                                |
| 2025 | Up from the Bottom       | Joseph Hahn                                                                |

## Boxsets
| Jahr | Titel Musiklabel                               | Anmerkungen                           |
| ---- | ---------------------------------------------- | ------------------------------------- |
| 2013 | Studio Collection 2000–2012 Warner Music (WMG) | Erstveröffentlichung: 15. Januar 2013 |

## Promoveröffentlichungen
Promo-Singles

| Jahr | Titel Album                                             | Höchstplatzierung, Gesamtwochen, AuszeichnungChartplatzierungen (Jahr, Titel, Album, Platzierungen, Wochen, Auszeichnungen, Anmerkungen) | Höchstplatzierung, Gesamtwochen, AuszeichnungChartplatzierungen (Jahr, Titel, Album, Platzierungen, Wochen, Auszeichnungen, Anmerkungen) | Höchstplatzierung, Gesamtwochen, AuszeichnungChartplatzierungen (Jahr, Titel, Album, Platzierungen, Wochen, Auszeichnungen, Anmerkungen) | Höchstplatzierung, Gesamtwochen, AuszeichnungChartplatzierungen (Jahr, Titel, Album, Platzierungen, Wochen, Auszeichnungen, Anmerkungen) | Höchstplatzierung, Gesamtwochen, AuszeichnungChartplatzierungen (Jahr, Titel, Album, Platzierungen, Wochen, Auszeichnungen, Anmerkungen) | Höchstplatzierung, Gesamtwochen, AuszeichnungChartplatzierungen (Jahr, Titel, Album, Platzierungen, Wochen, Auszeichnungen, Anmerkungen) | Anmerkungen                                                                     |
| Jahr | Titel Album                                             | DE | AT | CH | UK | US | Rock | Anmerkungen                                                                     |
| ---- | ------------------------------------------------------- | --- | --- | --- | --- | --- | --- | ------------------------------------------------------------------------------- |
| 2002 | My<Dsmbr Reanimation                                    | — | — | — | — | — | — | Erstveröffentlichung: 2002 mit Mickey P. feat. Kelli Ali                        |
| 2002 | H! Vltg3 Reanimation                                    | — | — | — | — | — | — | Erstveröffentlichung: 15. Juli 2002 mit Evidence feat. DJ Babu & Pharoahe Monch |
| 2004 | Lying from You Meteora                                  | — | — | — | UK— SilberUK | US58 (18 Wo.)US | Rock2 (26 Wo.)Rock | Erstveröffentlichung: 16. März 2004 Verkäufe: + 215.000                         |
| 2007 | No More Sorrow Minutes to Midnight                      | — | — | — | — | — | — | Erstveröffentlichung: 15. Mai 2007                                              |
| 2010 | Blackout A Thousand Suns                                | — | — | — | — | — | — | Erstveröffentlichung: 9. Oktober 2010                                           |
| 2010 | Wretches and Kings A Thousand Suns                      | — | — | — | — | — | — | Erstveröffentlichung: 9. Oktober 2010                                           |
| 2011 | Rolling in the Deep (Live) iTunes Festival: London 2011 | — | — | — | UK42 (2 Wo.)UK | — | — | Erstveröffentlichung: 8. Juli 2011 Original: Adele                              |
| 2012 | Lies Greed Misery Living Things                         | — | — | — | — | — | — | Erstveröffentlichung: 25. Mai 2012                                              |
| 2016 | A Line in the Sand (Live) –                             | — | — | — | — | — | — | Erstveröffentlichung: 15. September 2016                                        |
| 2017 | Battle Symphony One More Light                          | — | — | — | — | — | — | Erstveröffentlichung: 16. März 2017                                             |
| 2017 | Invisible One More Light                                | — | — | — | — | — | — | Erstveröffentlichung: 10. Mai 2017                                              |
| 2017 | Darker Than the Light That Never Bleeds –               | — | — | — | — | — | — | Erstveröffentlichung: 8. September 2017 mit Steve Aoki                          |
| 2017 | Sharp Edges One More Light                              | — | — | — | — | — | — | Erstveröffentlichung: 14. Dezember 2017                                         |

grau schraffiert: keine Chartdaten aus diesem Jahr verfügbar

## Sonderveröffentlichungen

### Alben
| Jahr | Titel Musiklabel                                               | Anmerkungen                                                                      |
| ---- | -------------------------------------------------------------- | -------------------------------------------------------------------------------- |
| 2008 | iTunes Live from SoHo Warner Music (WMG)                       | Erstveröffentlichung: 4. März 2008 Teil der „iTunes-Live-from-SoHo“-Reihe        |
| 2010 | 2011 North American Tour Selbstverlag                          | Erstveröffentlichung: 26. Dezember 2010 Kostenloser Download                     |
| 2011 | iTunes Festival: London 2011 Warner Music (WMG)                | Erstveröffentlichung: 7. Juli 2011 Teil der „iTunes-Festival:-London-2011“-Reihe |
| 2012 | Hybrid Theory – Live Around the World Warner Music (WMG)       | Erstveröffentlichung: 31. Mai 2012 Teil der „Live-Around-the-World“-Reihe        |
| 2012 | Meteora – Live Around the World Warner Music (WMG)             | Erstveröffentlichung: 5. Juni 2012 Teil der „Live-Around-the-World“-Reihe        |
| 2012 | Minutes to Midnight – Live Around the World Warner Music (WMG) | Erstveröffentlichung: 12. Juni 2012 Teil der „Live-Around-the-World“-Reihe       |
| 2012 | A Thousand Suns – Live Around the World Warner Music (WMG)     | Erstveröffentlichung: 19. Juni 2012 Teil der „Live-Around-the-World“-Reihe       |

| Jahr | Titel Musiklabel                                             | Anmerkungen                                 |
| ---- | ------------------------------------------------------------ | ------------------------------------------- |
| 1998 | Xero Selbstverlag                                            | Erstveröffentlichung: 1998 als Xero         |
| 1999 | Hybrid Theory Selbstverlag                                   | Erstveröffentlichung: 1999 2-Track-Demo-CD  |
| 1999 | Hybrid Theory Selbstverlag                                   | Erstveröffentlichung: 1999 8-Track-Demo-CD  |
| 2000 | Hybrid Theory Selbstverlag                                   | Erstveröffentlichung: 2000 7-Track-Demo-CD  |
| 2000 | Hybrid Theory Selbstverlag                                   | Erstveröffentlichung: 2000 9-Track-Demo-CD  |
| 2000 | Hybrid Theory – Sampler Tape #1 Selbstverlag                 | Erstveröffentlichung: 2000 2-Track-Demotape |
| 2000 | Hybrid Theory – Sampler Tape #2 Selbstverlag                 | Erstveröffentlichung: 2000 2-Track-Demotape |
| 2000 | Hybrid Theory – Unmastered Studio Finals 5/7/00 Selbstverlag | Erstveröffentlichung: 2000 Demo-CD          |
| 2000 | Hybrid Theory Selbstverlag                                   | Erstveröffentlichung: 2000 6-Track-Demo-CD  |

Underground-Reihe

| Jahr | Titel Musiklabel                                                                                      | Höchstplatzierung, Gesamtwochen, AuszeichnungChartplatzierungen (Jahr, Titel, Musiklabel, Platzierungen, Wochen, Auszeichnungen, Anmerkungen) | Höchstplatzierung, Gesamtwochen, AuszeichnungChartplatzierungen (Jahr, Titel, Musiklabel, Platzierungen, Wochen, Auszeichnungen, Anmerkungen) | Höchstplatzierung, Gesamtwochen, AuszeichnungChartplatzierungen (Jahr, Titel, Musiklabel, Platzierungen, Wochen, Auszeichnungen, Anmerkungen) | Höchstplatzierung, Gesamtwochen, AuszeichnungChartplatzierungen (Jahr, Titel, Musiklabel, Platzierungen, Wochen, Auszeichnungen, Anmerkungen) | Höchstplatzierung, Gesamtwochen, AuszeichnungChartplatzierungen (Jahr, Titel, Musiklabel, Platzierungen, Wochen, Auszeichnungen, Anmerkungen) | Höchstplatzierung, Gesamtwochen, AuszeichnungChartplatzierungen (Jahr, Titel, Musiklabel, Platzierungen, Wochen, Auszeichnungen, Anmerkungen) | Anmerkungen                             |
| Jahr | Titel Musiklabel                                                                                      | DE | AT | CH | UK | US | Rock | Anmerkungen                             |
| ---- | --- | --- | --- | --- | --- | --- | --- | --------------------------------------- |
| 2002 | Underground v2.0 Machine Shop Recordings (MSR)                                                        | — | — | — | — | — | — | Erstveröffentlichung: 18. November 2002 |
| 2003 | Underground v3.0 Machine Shop Recordings (MSR)                                                        | — | — | — | — | — | — | Erstveröffentlichung: 17. November 2003 |
| 2004 | Underground v4.0 Machine Shop Recordings (MSR)                                                        | — | — | — | — | — | — | Erstveröffentlichung: 22. November 2004 |
| 2005 | Underground v5.0 Machine Shop Recordings (MSR)                                                        | — | — | — | — | — | — | Erstveröffentlichung: 21. November 2005 |
| 2006 | Underground v6.0 Machine Shop Recordings (MSR)                                                        | — | — | — | — | — | — | Erstveröffentlichung: 5. Dezember 2006  |
| 2007 | Underground v7.0 Machine Shop Recordings (MSR)                                                        | — | — | — | — | — | — | Erstveröffentlichung: 27. November 2007 |
| 2008 | Underground v8.0: MMM…Cookies – Sweet Hamster Like Jewels from America! Machine Shop Recordings (MSR) | — | — | — | — | — | — | Erstveröffentlichung: 29. November 2008 |
| 2009 | Underground v9.0: Demos Machine Shop Recordings (MSR)                                                 | DE66 (1 Wo.)DE | AT73 (1 Wo.)AT | CH29 (4 Wo.)CH | — | — | — | Erstveröffentlichung: 23. November 2009 |
| 2010 | A Decade Underground Machine Shop Recordings (MSR)                                                    | — | — | — | — | — | — | Erstveröffentlichung: 10. August 2010   |
| 2010 | LPUX: Demos Machine Shop Recordings (MSR)                                                             | — | — | — | — | — | — | Erstveröffentlichung: 17. November 2010 |
| 2011 | LPU 11 Machine Shop Recordings (MSR)                                                                  | — | — | — | — | — | — | Erstveröffentlichung: 15. November 2011 |
| 2012 | LPU 12 Machine Shop Recordings (MSR)                                                                  | — | — | — | — | — | — | Erstveröffentlichung: 16. November 2012 |
| 2013 | LPU 13 Machine Shop Recordings (MSR)                                                                  | — | — | — | — | — | — | Erstveröffentlichung: 16. November 2013 |
| 2014 | LPU 14 Machine Shop Recordings (MSR)                                                                  | — | — | — | — | — | — | Erstveröffentlichung: 21. November 2014 |
| 2015 | LPU 15 Machine Shop Recordings (MSR)                                                                  | — | — | — | — | — | — | Erstveröffentlichung: 25. November 2015 |
| 2016 | LP Underground Sixteen Machine Shop Recordings (MSR)                                                  | — | — | — | — | — | — | Erstveröffentlichung: 21. November 2016 |

grau schraffiert: keine Chartdaten aus diesem Jahr verfügbar
| Jahr | Titel Musiklabel                             | Anmerkungen                |
| ---- | -------------------------------------------- | -------------------------- |
| 2002 | A Tribute to Linkin Park Big Eye Music (BIG) | Erstveröffentlichung: 2002 |

### Lieder
| Jahr | Titel Album                      | Anmerkungen                                                     |
| ---- | -------------------------------- | --------------------------------------------------------------- |
| 2015 | Darker Than Blood Neon Future.II | Erstveröffentlichung: 12. Mai 2015 Steve Aoki feat. Linkin Park |

| Jahr | Titel Album                                                                        | Anmerkungen                                       |
| ---- | ---------------------------------------------------------------------------------- | ------------------------------------------------- |
| 2002 | Runaway (Live at Family Values Tour 2001) The Family Values Tour 2001              | Erstveröffentlichung: 7. Mai 2002                 |
| 2002 | One Step Closer (Live at Family Values Tour 2001) The Family Values Tour 2001      | Erstveröffentlichung: 7. Mai 2002 mit Aaron Lewis |
| 2005 | In the End (Live at Live 8) Live 8                                                 | Erstveröffentlichung: 8. November 2005            |
| 2005 | Numb (Live at Live 8) Live 8                                                       | Erstveröffentlichung: 8. November 2005 mit Jay-Z  |
| 2007 | Bleed It Out (Live at Live Earth) Live Earth: The Concerts for a Climate in Crisis | Erstveröffentlichung: 4. Dezember 2007            |

| Jahr | Titel Soundtrack                                        | Anmerkungen                                                            |
| ---- | ------------------------------------------------------- | ---------------------------------------------------------------------- |
| 2000 | Points of Authority Little Nicky – Satan Junior         | Erstveröffentlichung: 31. Oktober 2000                                 |
| 2000 | One Step Closer Wes Craven präsentiert Dracula          | Erstveröffentlichung: 5. Dezember 2000                                 |
| 2001 | Pushing Me Away Schrei wenn Du kannst                   | Erstveröffentlichung: 30. Januar 2001                                  |
| 2003 | Session Matrix Reloaded                                 | Erstveröffentlichung: 5. Mai 2003                                      |
| 2007 | What I’ve Done Transformers                             | Erstveröffentlichung: 26. Juni 2007                                    |
| 2008 | Leave Out All the Rest Twilight – Biss zum Morgengrauen | Erstveröffentlichung: 4. November 2008                                 |
| 2009 | New Divide Transformers – Die Rache                     | Erstveröffentlichung: 23. Juni 2009                                    |
| 2011 | Iridescent Transformers 3                               | Erstveröffentlichung: 7. Juni 2011                                     |
| 2016 | Things in My Jeep Popstar: Never Stop Never Stopping    | Erstveröffentlichung: 3. Juni 2016 The Lonely Island feat. Linkin Park |

### Videoalben
| Jahr | Titel Musiklabel                                          | Anmerkungen                                                                             |
| ---- | --------------------------------------------------------- | --------------------------------------------------------------------------------------- |
| 2003 | Making of Meteora Warner Music (WMG)                      | Erstveröffentlichung: 25. März 2003 Teil von Meteora (Deluxe Edition)                   |
| 2007 | Making of Minutes to Midnight Warner Music (WMG)          | Erstveröffentlichung: 14. Mai 2007 Teil von Minutes to Midnight (Special Edition)       |
| 2010 | Making of A Thousand Suns Warner Music (WMG)              | Erstveröffentlichung: 10. September 2010 Teil von A Thousand Suns (Limited Edition)     |
| 2011 | Live in Madrid Warner Music (WMG)                         | Erstveröffentlichung: 1. April 2011 Teil von A Thousand Suns+                           |
| 2013 | Live at Admiralspalast Berlin, Germany Warner Music (WMG) | Erstveröffentlichung: 22. März 2013 Teil von Living Things+                             |
| 2014 | The Hunting Party – Live from Mexico Warner Music (WMG)   | Erstveröffentlichung: 17. Juni 2014 Teil von The Hunting Party (Deluxe Edition)         |
| 2020 | The Fillmore 2001 / Rock am Ring 2001 Warner Music (WMG)  | Erstveröffentlichung: 9. Oktober 2020 Teil von Hybrid Theory (20th Anniversary Edition) |
| 2020 | Projekt Revolution 2002 Warner Music (WMG)                | Erstveröffentlichung: 9. Oktober 2020 Teil von Hybrid Theory (20th Anniversary Edition) |

## Statistik

### Chartauswertung
|                     | DE     | AT     | CH     | UK     | US     | Rock       |
| ------------------- | ------ | ------ | ------ | ------ | ------ | ---------- |
| Nummer-eins-Alben   | DE6DE  | AT6AT  | CH7CH  | UK4UK  | US6US  | Rock7Rock  |
| Top-10-Alben        | DE14DE | AT12AT | CH14CH | UK10UK | US11US | Rock11Rock |
| Alben in den Charts | DE18DE | AT16AT | CH16CH | UK15UK | US17US | Rock15Rock |

|                       | DE     | AT     | CH     | UK     | US     | Rock       |
| --------------------- | ------ | ------ | ------ | ------ | ------ | ---------- |
| Nummer-eins-Singles   | DE1DE  | AT1AT  | CH1CH  | UK—UK  | US—US  | Rock8Rock  |
| Top-10-Singles        | DE12DE | AT16AT | CH9CH  | UK6UK  | US3US  | Rock19Rock |
| Singles in den Charts | DE45DE | AT40AT | CH41CH | UK30UK | US26US | Rock37Rock |

|                          | DE    | AT    | CH    | UK    | US    |
| ------------------------ | ----- | ----- | ----- | ----- | ----- |
| Nummer-eins-Videoalben   | DE—DE | AT—AT | CH—CH | UK1UK | US—US |
| Top-10-Videoalben        | DE—DE | AT—AT | CH—CH | UK1UK | US—US |
| Videoalben in den Charts | DE—DE | AT—AT | CH—CH | UK1UK | US—US |

### Auszeichnungen für Musikverkäufe
Die Lieder A Place for My Head (Verkäufe: + 215.000), Dirt off Your Shoulder (+ 200.000) und With You (+ 200.000) wurden weder als Singles veröffentlicht, noch konnten sie sich aufgrund von Downloads oder Musikstreaming in den Charts platzieren. Dennoch erhielten diese Schallplattenauszeichnungen.
| Land/RegionAuszeichnungen für Musikverkäufe (Land/Region, Auszeichnungen, Verkäufe, Quellen) | Silber       | Gold         | Platin         | Diamant     | Verkäufe     | Quellen                                                                           |
| -------------------------------------------------------------------------------------------- | ------------ | ------------ | -------------- | ----------- | ------------ | --------------------------------------------------------------------------------- |
| Argentinien (CAPIF)                                                                          | —            | 2× Gold2     | 2× Platin2     | —           | 108.000      | capif.org.ar AR2                                                                  |
| Australien (ARIA)                                                                            | —            | 12× Gold12   | 17× Platin17   | —           | 1.492.500    | aria.com.au                                                                       |
| Belgien (BRMA)                                                                               | —            | 3× Gold3     | 2× Platin2     | —           | 160.000      | ultratop.be                                                                       |
| Brasilien (PMB)                                                                              | —            | 5× Gold5     | 3× Platin3     | —           | 695.000      | pro-musicabr.org.br                                                               |
| Dänemark (IFPI)                                                                              | —            | 13× Gold13   | 19× Platin19   | —           | 1.150.000    | ifpi.dk                                                                           |
| Deutschland (BVMI)                                                                           | —            | 14× Gold14   | 34× Platin34   | —           | 12.050.000   | musikindustrie.de                                                                 |
| Europa (IFPI)                                                                                | —            | —            | 10× Platin10   | —           | (10.000.000) | ifpi.org (Memento vom 1. Januar 2014 im Internet Archive)                         |
| Finnland (IFPI)                                                                              | —            | 4× Gold4     | Platin1        | —           | 126.852      | ifpi.fi                                                                           |
| Frankreich (SNEP)                                                                            | —            | 9× Gold9     | 6× Platin6     | —           | 2.325.000    | infodisc.fr snepmusique.com                                                       |
| Golf-Kooperationsrat (IFPI)                                                                  | —            | Gold1        | —              | —           | 3.000        | ifpi.org (Memento vom 15. Oktober 2013 im Internet Archive)                       |
| Griechenland (IFPI)                                                                          | —            | Gold1        | Platin1        | —           | 27.500       | Einzelnachweise                                                                   |
| Irland (IRMA)                                                                                | —            | Gold1        | 2× Platin2     | —           | 37.500       | irishcharts.ie                                                                    |
| Italien (FIMI)                                                                               | —            | 13× Gold13   | 21× Platin21   | —           | 1.860.000    | fimi.it                                                                           |
| Japan (RIAJ)                                                                                 | —            | 6× Gold6     | 4× Platin4     | —           | 1.400.000    | riaj.or.jp JP2                                                                    |
| Kanada (MC)                                                                                  | —            | 4× Gold4     | 15× Platin15   | —           | 1.765.000    | musiccanada.com                                                                   |
| Kroatien (HDU)                                                                               | Silber1      | —            | —              | —           | 3.000        | hgu.hr                                                                            |
| Malaysia (RIM)                                                                               | —            | —            | —              | —           | 300.000      | Einzelnachweise                                                                   |
| Mexiko (AMPROFON)                                                                            | —            | Gold1        | 2× Platin2     | —           | 375.000      | amprofon.com.mx                                                                   |
| Neuseeland (RMNZ)                                                                            | —            | 12× Gold12   | 49× Platin49   | —           | 1.275.000    | aotearoamusiccharts.co.nz NZ2 (Memento vom 24. Juli 2011 im Internet Archive) NZ3 |
| Niederlande (NVPI)                                                                           | —            | —            | Platin1        | —           | 80.000       | nvpi.nl                                                                           |
| Österreich (IFPI)                                                                            | —            | 11× Gold11   | 8× Platin8     | —           | 295.000      | ifpi.at                                                                           |
| Polen (ZPAV)                                                                                 | —            | 6× Gold6     | 4× Platin4     | —           | 250.000      | olis.pl                                                                           |
| Portugal (AFP)                                                                               | —            | 7× Gold7     | 22× Platin22   | —           | 413.500      | Einzelnachweise                                                                   |
| Russland (NFPF)                                                                              | —            | 3× Gold3     | Platin1        | —           | 45.000       | 2m-online.ru                                                                      |
| Schweden (IFPI)                                                                              | —            | 5× Gold5     | Platin1        | —           | 155.000      | sverigetopplistan.se                                                              |
| Schweiz (IFPI)                                                                               | —            | 10× Gold10   | 10× Platin10   | —           | 510.000      | hitparade.ch                                                                      |
| Singapur (RIAS)                                                                              | —            | —            | 6× Platin6     | —           | 60.000       | rias.org.sg                                                                       |
| Spanien (Promusicae)                                                                         | —            | 13× Gold13   | 6× Platin6     | —           | 870.000      | elportaldemusica.es                                                               |
| Südkorea (KMCA)                                                                              | —            | —            | —              | —           | 181.207      | Einzelnachweise                                                                   |
| Tschechien (IFPI)                                                                            | —            | —            | —              | —           | 15.000       | Einzelnachweise                                                                   |
| Ungarn (MAHASZ)                                                                              | —            | 3× Gold3     | 2× Platin2     | —           | 94.000       | slagerlistak.hu                                                                   |
| Vereinigte Staaten (RIAA)                                                                    | —            | 7× Gold7     | 57× Platin57   | 2× Diamant2 | 83.629.000   | riaa.com                                                                          |
| Vereinigtes Königreich (BPI)                                                                 | 16× Silber16 | 10× Gold10   | 34× Platin34   | —           | 21.491.000   | bpi.co.uk                                                                         |
| Insgesamt                                                                                    | 17× Silber17 | 175× Gold175 | 340× Platin340 | 2× Diamant2 |              |                                                                                   |